# Чоловічий погляд

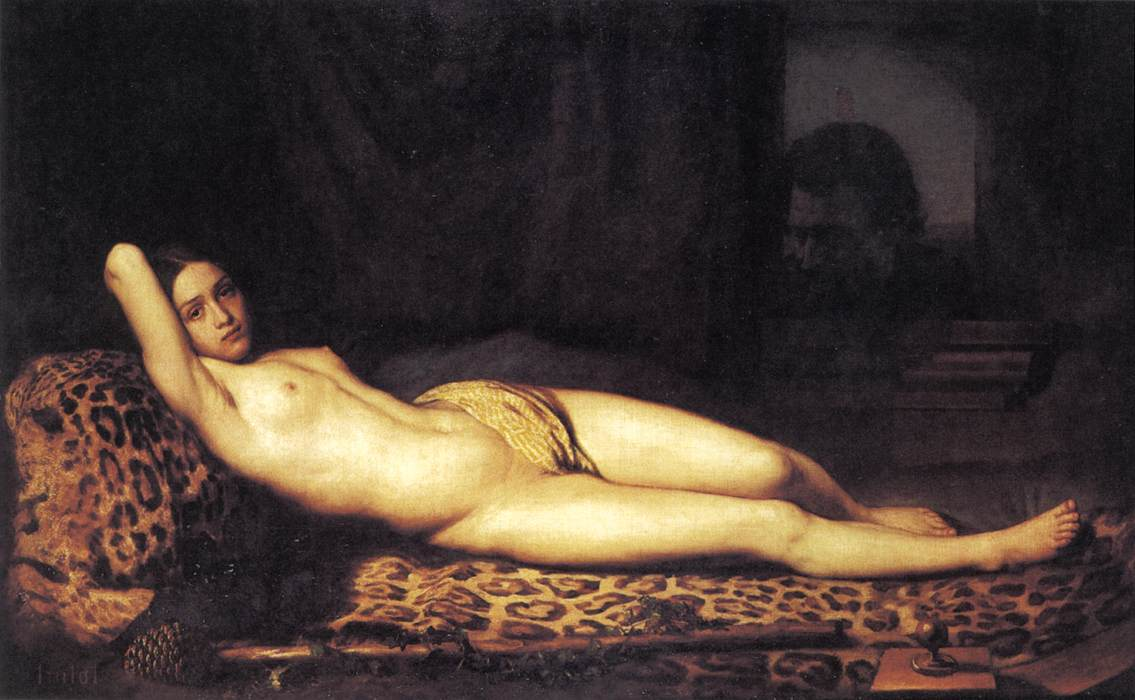
Оголена дівчина на шкірі пантери Фелікса Трута (1844), на якій зображено оголену жінку, за якою спостерігає непропорційно велике чоловіче обличчя біля вікна, «потужний приклад» концепції.

У феміністській теорії чоловічий погляд (англ. Male gaze) ― це акт зображання жінок та світу в образотворчому мистецтві та в літературі з чоловічої, гетеросексуальної точки зору, яка представляє жінок як сексуальні об'єкти для задоволення гетеросексуальних чоловіків. У візуальних презентаціях оповідного кіно погляд чоловіка має три точки зору: (i) погляд чоловіка за камерою, (ii) погляд чоловічих персонажів у кінематографічних образах фільму; та (iii) глядача, який дивиться на зображення.

Концепція вперше використана англійським мистецтвознавцем Джоном Бергером у «Шляхах бачення», серії фільмів для BBC, що вийшла в ефір у січні 1972 року, а пізніше ― у книзі, як частина його аналізу поводження з жінками як об'єктами в рекламі та оголених тілах в європейському живописі. Незабаром він став популярним серед феміністок, включаючи британську кінокритикиню Лору Малві, яка критикувала традиційні медіауявлення жіночого характеру у кіно і придумала цю фразу.

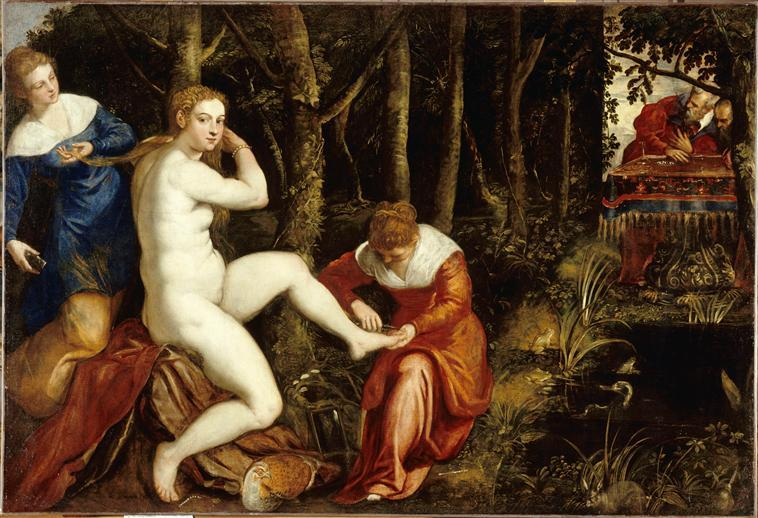
«Сусанна і старці» Тінторетто; Сюзанна дивиться прямо на глядача картини, показуючи, що вона усвідомлює, що на неї дивляться.

За словами Лори Малві, психоаналітичні теорії Фрейда та Лакана є основоположними у розвитку теорії чоловічого погляду, оскільки вони забезпечують оптику, через яку Малві змогла інтерпретувати «споконвічне бажання приємного споглядання», задоволене через кінематографічний досвід. :807 Як спосіб бачити жінок і світ, психоаналітичні теорії чоловічого погляду включають фрейдистські та лаканівські концепції, такі як скопофілія або задоволення від споглядання. Терміни скопофілія та скоптофілія позначають як естетичні, так і сексуальні задоволення, отримані від погляду на когось або щось. :815
Чоловічий погляд концептуально протиставляється жіночому (англ. Female gaze).

## Наслідки чоловічого погляду

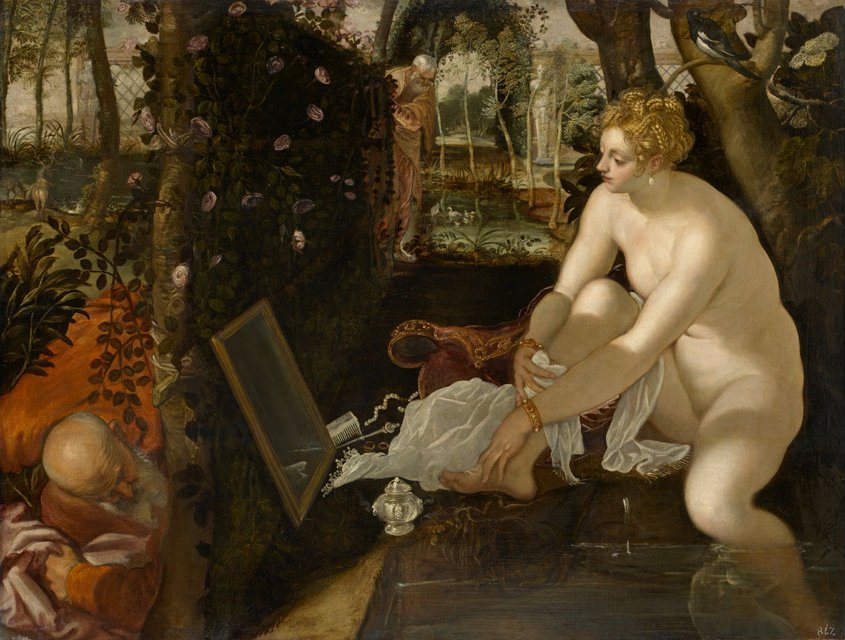
Інша «Сусанна і старці» Тінторетто; «Сюзанна дивиться на себе в дзеркало. Таким чином вона приєднується до глядачів», за словами Бергера.

Дослідження Рейчел Калоджеро показало, що чоловічий погляд може мати згубний вплив на самооцінку та самооб'єктивацію жінок, що призводить до посилення сорому власного тіла та погіршення психічного стану. У більшості жінок не фізична взаємодія з чоловіком викликає внутрішнє почуття самооб'єктивації та негативних психічних станів, а просто передбачення того, що вони є предметом чоловічого погляду. Потенційний вплив чоловічого погляду ― це не тільки погіршення психічного стану та самооб'єктивація, а й переживання тривоги щодо статури та форми тіла.

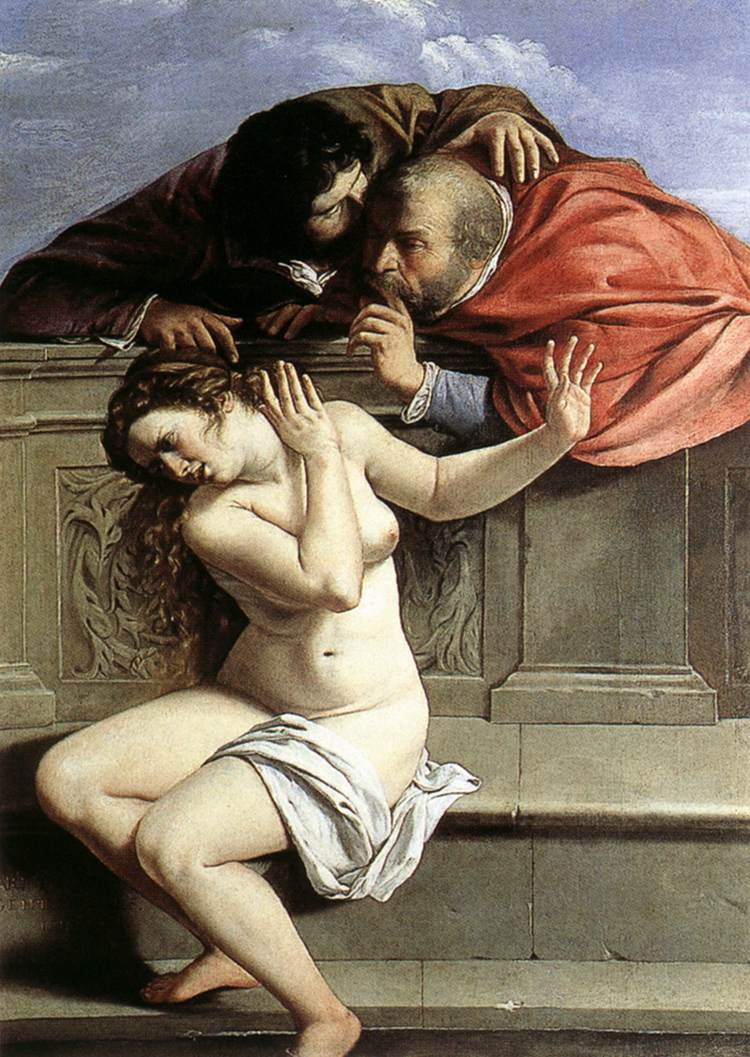
Картина Артемізії Джентілескі «Сусанна та старці», яка ілюструє жіночі страждання від чоловічого спостереження

## Жіночий погляд
Жіночий погляд концептуально подібний до чоловічого; тобто, коли жінки дивляться чоловічим поглядом, вони дивляться на інших людей і на себе з точки зору чоловіка. Чоловічий погляд ― це прояв нерівної соціальної сили між чоловіком, що дивиться, і жінкою, що дивиться на нього; а також є свідомим чи підсвідомим соціальним зусиллям щодо розвитку гендерної нерівності у служінні патріархальному статевому порядку. З будь-якої точки зору, жінка, яка вітає сексуальну об'єктивацію чоловічого погляду, може сприйматися як така, що відповідає суспільним нормам, встановленим на благо чоловіків, тим самим посилюючи об'єктивуючу силу чоловічого погляду на жінку; або вона може бути сприйнята як ексгібіціоністка, приймаючи соціальні переваги сексуальної об'єктивації, властивої чоловічому погляду, щоб маніпулювати сексистськими нормами патріархії для особистої вигоди.

## Дивлячись на оголену жінку
У телесеріалі та книзі «Шляхи бачення» (1972) мистецтвознавець Джон Бергер звернувся до сексуальної об'єктивації жінок у мистецтві та рекламі, підкресливши, що чоловіки виглядають, а на жінок дивляться як на суб'єктів зображення.
У жанрі ню жінка, яка є предметом картини, часто усвідомлює, що на неї дивляться або інші на картині, або глядач, який дивиться на картину. Бергер аналізує дві картини Тінторетто про Сусанну та старців ― історію про жінку, яку помилково звинуватили у подружній зраді після того, як двоє чоловіків застали один одного за шпигунством за нею під час купання. Відсутність страждань і навіть врівноваженість Сюзанни, як її бачать оголеною художники-чоловіки протиставляють явному стресу, зображеному художницею-феміністкою Артемізією Джентілескі, чия Сюзанна явно страждає на картині, де за нею спостерігають двоє чоловіків.

## Подальше читання
- Neville, Lucy (July 2015). Male gays in the female gaze: women who watch m/m pornography (PDF). Porn Studies. 2 (2–3): 192—207. doi:10.1080/23268743.2015.1052937.
- Hobson, Janell (2002). Viewing in the Dark: Toward a Black Feminist Approach to Film. Women's Studies Quarterly. 30 (1/2): 45—59. ISSN 0732-1562. JSTOR 40004636.